# Limpet Island
Limpet Island (von englisch limpet ‚Napfschnecke‘, in Argentinien gleichbedeutend Islote Lapa) ist die südlichste der Léonie-Inseln in der Einfahrt zur Ryder Bay an der Südostküste der Adelaide-Insel westlich der Antarktischen Halbinsel.
Entdeckt wurde die Insel bei der Fünften Französischen Antarktisexpedition (1908–1910) unter der Leitung des Polarforschers Jean-Baptiste Charcot. Der Falkland Islands Dependencies Survey nahm 1948 Vermessungen vor. Namensgebend sind die hier zahlreich anzutreffenden Napfschnecken.